# De tijd zal 't leren (Eemnes)
De tijd zal 't leren is een rijksmonument aan de Wakkerendijk 104 in Eemnes in de provincie Utrecht.
De forse boerderij van het langhuistype heeft een de topgevel die met vlechtingen is gemetseld. De boerderij was tussen 1767 en 1967 eigendom van de Diaconie van de Hervormde Gemeente van Eemnes-Buiten. Opvallend is de kelder aan de zuidzijde van het voorhuis. Aan de zuidzijde van het rieten dak bevindt zich een strook dakpannen. Hiermee kon regenwater worden opgevangen voor drink- en waswater.